# کالینینائول (داغستان)
کالینینائول (روسی: Калининаул) یک شهرک در روسیه است که در شهرستان کازبکوفسکی واقع شده‌است.